# Branko Bošnjak
Branko Bošnjak, hrvaški filozof,14 januar 1923 Stojčinovac   – 18 junij 1996 (73 let) Zagreb. 
Po končani izobrazbi je pridobil naziv doktorja znanosti s področja filozofije. Poleg tega je poznan tudi kot znanstveni svetnik in izredni profesor. 

### Življenje
Osnovno šolo in gimnazijo je končal v Osijeku, leta 1950 pa je diplomiral iz jugoslavistike ter grščinein književnosti na Filozofski fakulteti v Zagrebu. Od takrat je bil docent na filozofskem oddelku te fakultete nato pa sist. Profesor od 1960, izredni profesor od 1964 in od 1970, redni profesor za zgodovino filozofije. Predaval je na številnih fakultetah in znanstvenih konferencah doma in v tujini, predvsem v Evropi in Kanadi. Leta 1956 je doktoriral z disertacijo Zgodovina filozofije kot znanosti. Je avtor številnih razprav in člankov v domačih in tuji strokovnih revijah. Bil je predstojnik Oddelka za zgodovino, hkrati pa dekan fakultete in član Hrvaške akademije znanosti in umetnosti. 

### Dela
Po idejah se je Bošnjak zelo poistovetil z marksistično filozofijo v kateri je tudi našel svojega vzornika Karla Marksa. Zato je bil tudi akiven član Praxove filozofske šole in eden od ustanoviteljev Praxiskega časopisa, ki je izdajal kritične premisleke o socialistični praksi na takratnem jugoslovanskem prostoru. Nove pogledi so reviji prinesli velik ugled že v prvih letih izhajanja ne le filozofskih krogih ampak tudi širši kulturni javnosti tako na zahodu kot tudi vzhodu. Časopis je za jugoslovansko javnost izhajal od septembra 1964 pa vse do leta 1974, na tujem pa od leta 1965 do leta 1973. Poleg Marxa pa je njegova inspiracija bil prav tako grški filozof Heraklit.  Zanimala ga je tudi Grška antična filozofija in religija na podlagi katere je nato napisal svoj prvi filozofski esej z naslovom “Socializem in religija”, objavljen v časopisu Praxisi številka 2. To besedilo je bilo pisano v slogu boja proti ateizmu. V njem je Bošnjak Marksovo kritiko religije poskušal interpretirati v skladu z Leninističnim antiteizmom. 
Uredil je številne filozofske knjižnice in revije ter napisal mnogo filozofskih del, ki so še danes odmevna na svetovni ravni filozofije. 

#### Najpomembnejša dela:
- Zgodovina kot lekcija, najprej, Zagreb (1958)
- Logotipi in dialektika (1961)
- Filozofija in krščanstvo, Knjižnica religij in družbe, Zagreb (1966)
- Grška filozofska kritika Svetega pisma (1971)
- Sistematika filozofije, Zagreb (1977)

- Filozofija - Uvod v filozofsko mišljenje in slovar, Zagreb (1977)
- Grška filozofija, Filozofska hrestomatija NZMH (1978)
- Pomen filozofskega obstoja (1981)
- Filozofija in zgodovina, Zagreb (1983)
- Zgodovina filozofije v treh tonih, Prometej, Zagreb (1993)